# Trigonidium robustum
Trigonidium robustum är en insektsart som beskrevs av Perkins, R.C.L. 1899. Trigonidium robustum ingår i släktet Trigonidium och familjen syrsor. Inga underarter finns listade i Catalogue of Life.